# Marija Stefjuk
Marija Jurijivna Stefjuk (ukrajinsky Марія Юріївна Стефюк, * 16. července 1948 Rožniv) je ukrajinská operní pěvkyně (lyricko-koloraturní soprán) a hudební pedagožka, je představitelkou ukrajinské operní scény druhé poloviny 20. století a držitelkou mnoha prestižních ocenění.
Studovala na Kyjevské konzervatoři (1967–1973) ve třídě profesorky Natalie Zacharčenko. Svou kariéru zahájila jako stážistka v Kyjevském divadle opery a baletu v roce 1972, a o dva roky později se stala sólistkou. Debutovala rolí Marfy v opeře Nikolaje Rimského-Korsakova Carská nevěsta. Od roku 2000 učí na katedře sólového zpěvu ukrajinské Národní hudební akademie Petra Čajkovského.

## Biografie
Marija Stefjuk se narodila 16. července 1948 ve vesnici Rožniv v podhůří Karpat v Ivanofrankivské oblasti. V letech 1963–1967 studovala dirigentský a pěvecký obor kulturně-vzdělávací školy ve Sňatynu a poté v letech 1967–1973 studovala na pěvecké fakultě Kyjevské konzervatoře pod vedením Natalie Zacharčenko.
Uměleckou kariéru začínala jako stážistka v Kyjevském divadle opery a baletu (dnes Ukrajinská národní opera) a v roce 1974 se stala sólistkou. Debutovala rolí Marfy v opeře Nikolaje Rimského-Korsakova Carská nevěsta. Během své kariéry ztvárnila řadu významných rolí, včetně Violetty (La traviata), Gildy (Rigoletto), Rosiny (Lazebník sevillský), Musetty (Bohéma) a Lucie (Lucie z Lammermooru). V národním klasickém repertoáru excelovala jako Marilka v Tarasu Bulbovi od Mykoly Lysenka a Miluša v Jaroslavu Moudrém od Heorhije Majborody. V roce 1981 se stala po Solomiji Krušelnycké druhou ukrajinskou pěvkyní, která vystoupila na scéně milánské La Scaly, kde ztvárnila roli Parysi v opeře Soročinský jarmark od Modesta Musorgského.
Absolvovala turné po USA, Kanadě, západní Evropě, Austrálii a Japonsku. Nahrávala v rozhlase a na CD a účinkovala v televizních filmech, například ve filmové opeře Natalka Poltavka. Nahrála díla Johanna Sebastiana Bacha, Giulia Cacciniho, Luigiho Cherubiniho, Georga Friedricha Händela, Mykoly Kolesy, Anatolije Kos-Anatolského, Mykoly Lysenka, Mozarta, Sergeje Rachmaninova, Levko Revutského, Jakiva Stepova, Kyryla Stetsenka, Pjotra Iljiče Čajkovského a Verdiho. V jejím repertoáru je také mnoho ukrajinských lidových písní. Vystupovala také na festivalech ve Wiesbadenu (1986) a v Drážďanech (1987). Své zkušenosti předává mladší generaci a od roku 2000 vyučuje na katedře sólového zpěvu Národní hudební akademie Ukrajiny.
V ukrajinských parlamentních volbách v roce 2002 neúspěšně kandidovala do Nejvyšší rady. V roce 2009 se stala členkou dozorčí rady Oděského divadla opery a baletu. V letech 2010 až 2016 byla členkou komise pro udělování státní ceny Ukrajiny Tarase Ševčenka.
Marija Stefjuk je laureátkou mnoha ocenění, například národní umělkyně Ukrajinské SSR (1979) a SSSR (1985), státní ceny Ukrajiny Tarase Ševčenka (1988), řádu kněžny Olgy všech tří stupňů (1998, 2001, 2003) a státního vyznamenání Hrdina Ukrajiny (2008). V roce 2012 o ní režisér Pavel Farjuk natočil dokumentární film A znovu letím ke slunci.